# Distrito electoral local 7 de la Ciudad de México
El VII Distrito Electoral Local de Ciudad de México es uno de los 33 distritos electorales locales en los que se encuentra dividido el territorio de Ciudad de México. Su cabecera es la alcaldía Milpa Alta.

## Ubicación
Abarca todo el territorio de la alcaldía Milpa Alta y la zona centro sur de Tláhuac, siendo el distrito más extenso de la ciudad. Limita al norte con el distrito XXVII de Iztapalapa, al noroeste con el distrito VIII en Tláhuac y el distrito XXV de la alcaldía Xochimilco, al oeste con el distrito XIX de Tlalpan, al sur con el estado de Morelos y al este con el Estado de México.

## Congreso de la Ciudad de México (desde 2018)
| Diputado                       | Grupo parlamentario | Legislatura | Periodo     |
| ------------------------------ | ------------------- | ----------- | ----------- |
| Guadalupe Chavira de la Rosa   |                     | I           | 2018 - 2021 |
| José Octavio Rivero Villaseñor | II                  | 2021 - 2024 |             |
| Judith Vanegas Tapia           | III                 | 2024 -      |             |

## Resultados electorales

### 2021
|  | 41.5864 % |

|  | 28.4144 % |

|  | 4.6540 % |

|  | 2.5432 % |

|  | 6.6223 % |

|  | 1.1129 % |

|  | 1.2904 % |

|  | 5.5996 % |

|  | 0.1036 % |

|  | 4.1591 % |

|  | 100.00 % |